# В твоих мечтах (фильм, Чехия)
В твоих мечтах (чешск. Ani ve snu! ) (2016) — второй фильм чешского режиссёра Петра Оукропца (род. в 1972 году), рассказывающий о пятнадцатилетней девушке Лауре, которую внезапно возникшая любовь заставляет жить в двух параллельных мирах: мире фантазий, где она счастлива, и реальном мире, где любимого нет рядом.
Фильм является совместным производством Чехии, Словакии и Болгарии. Продолжительность: 79 минут. Фильм для детей и юношества.
В фильме снимались: Барбора Штикаржова, Клара Мелишкова, Ян Вондрачек, Иван Мартинка, Томан Рихтера, Мартина Каванова, Яхим Новотны, Адам Мишик.
В феврале 2016 года фильм был показан на 66-м Берлинском кинофестивале. Российской публике представлен на 6-м фестивале нового чешского кино Czech In в октябре 2016 года.
Сценарист: Эгон Тобиаш
Продюсеры: Павел Стрнад, Петр Оукропец.
Оператор: Томаш Сисел
Режиссёр монтажа: Якуб Гейна
Звукорежиссёр: Рихард Мюллер.
Композитор: Филип Мишек.

## Внешние ссылки
- В твоих мечтах! в Чешско-Словацкой базе данных о кино
- В твоих мечтах! на Kinobox.cz
- Рецензия на фильм